# Bakaye Traoré
Bakaye Traoré (született 1985. március 6., Bondy, Franciaország) francia születésű mali labdarúgó, középpályás.

## Klub karrier
- Amiens SC és az AS Nancy

2005-06-ban tűnik fel a játéka még az Amiens erőteljes középpályásaként. A következő évben  már francia elsőosztályú játékos. 2008-09-ben 36 mérkőzésen 9 gólt ér el.
2009 nyarán aláír a Nancy Lorraine csapatához és még ebben az évben bemutatkozik a mali-válogatottban.
- AC Milan

2012 május 8-án ingyen szerződteti a nagy múltú piros-fekete klub. A milánói csapatban csak epizódszerepeket kap, 7 mérkőzésen lépett pályára a bajnokságban zömmel csereként.

## Válogatott karrier
Traoré 21-szeres Mali válogatott, 2 gólt szerzett. 2009-ben debütált a  nemzeti csapatban egy Angola-Mali mérkőzésen.

## Statisztika
| Klub             | Szezon           | bajnokság | bajnokság | Kupa Coppa Italia, Coupe de France, olasz szuperkupa | Kupa Coppa Italia, Coupe de France, olasz szuperkupa | Liga kupa Coupe de la Ligue | Liga kupa Coupe de la Ligue | Európai meccsek | Európai meccsek | összesen | összesen |
| Klub             | Szezon           | mérk.     | gólok     | mérk.                                                | gólok                                                | mérk                        | gólok                       | mérk.           | gólok           | mérk.    | gólok    |
| ---------------- | ---------------- | --------- | --------- | ---------------------------------------------------- | ---------------------------------------------------- | --------------------------- | --------------------------- | --------------- | --------------- | -------- | -------- |
| Amiens           | 2004–05          | 2         | 0         | 0                                                    | 0                                                    | 0                           | 0                           | 0               | 0               | 2        | 0        |
| Amiens           | 2005–06          | 22        | 0         | 2                                                    | 0                                                    | 0                           | 0                           | 0               | 0               | 24       | 0        |
| Amiens           | 2006–07          | 17        | 0         | 2                                                    | 0                                                    | 0                           | 0                           | 0               | 0               | 19       | 0        |
| Amiens           | 2007–08          | 31        | 6         | 7                                                    | 3                                                    | 0                           | 0                           | 0               | 0               | 38       | 9        |
| Amiens           | 2008–09          | 34        | 8         | 2                                                    | 1                                                    | 0                           | 0                           | 0               | 0               | 36       | 9        |
| Amiens           | Összesen         | 106       | 14        | 13                                                   | 4                                                    | 0                           | 0                           | 0               | 0               | 119      | 18       |
| Nancy            | 2009–10          | 22        | 1         | 1                                                    | 0                                                    | 1                           | 0                           | 0               | 0               | 24       | 1        |
| Nancy            | 2010–11          | 29        | 5         | 3                                                    | 0                                                    | 1                           | 0                           | 0               | 0               | 33       | 5        |
| Nancy            | 2011–12          | 22        | 5         | 1                                                    | 0                                                    | 0                           | 0                           | 0               | 0               | 23       | 5        |
| Nancy            | Összesen         | 73        | 11        | 5                                                    | 0                                                    | 2                           | 0                           | 0               | 0               | 80       | 11       |
| AC Milan         | 2012–13          | 7         | 0         | 1                                                    | 0                                                    | 0                           | 0                           | 1               | 0               | 8        | 0        |
| AC Milan         | Összesen         | 6         | 0         | 1                                                    | 0                                                    | 0                           | 0                           | 1               | 0               | 8        | 0        |
| Karrier összesen | Karrier összesen | 185       | 25        | 19                                                   | 4                                                    | 2                           | 0                           | 1               | 0               | 207      | 29       |

| Mali labdarúgó-válogatott | Mali labdarúgó-válogatott | Mali labdarúgó-válogatott |
| Év                        | mérk.                     | gólok                     |
| ------------------------- | ------------------------- | ------------------------- |
| 2009                      | 7                         | 1                         |
| 2010                      | 5                         | 0                         |
| 2011                      | 3                         | 0                         |
| 2012                      | 6                         | 1                         |
| Összesen                  | 21                        | 2                         |

## Sikerei, díjai
- Afrika-kupa bronzérmes: 2012

## Külső hivatkozások
- Profilja az AC  Milan.com oldalon
- Profilja az UEFA.com oldalon
- Soccerway adatlap